# Apodanthera weberbaueri
Apodanthera weberbaueri là một loài thực vật có hoa trong họ Cucurbitaceae. Loài này được Harms mô tả khoa học đầu tiên năm 1933.